# Modedesign
Modedesign er færdigheden hvor man anvender design, æstetik, tøjkonstruktion og naturlig skønhed i tøj og modeaccessories. Modedesigns er påvirket af kultur og forskellige tendenser, og har varieret meget i løbet af historien og verdensdelen. En modedesigner er en person, der arbejder med modedesign og skaber tøj, inklusive kjoler, jakkesæt, bukser og nederdele og tilbehør som sko og håndtasker til forbrugere. Han eller hun kan specialierese sig i tøj, accessories eller smykkedesign, eller kan arbejde inden for flere af disse områder.